# ليزا ووكر (فنانة)
ليزا ووكر (بالإنجليزية: Lisa Walker)‏ هي فنانة نيوزيلندية، ولدت في 1967.